# Werner Jacob (Musiker)

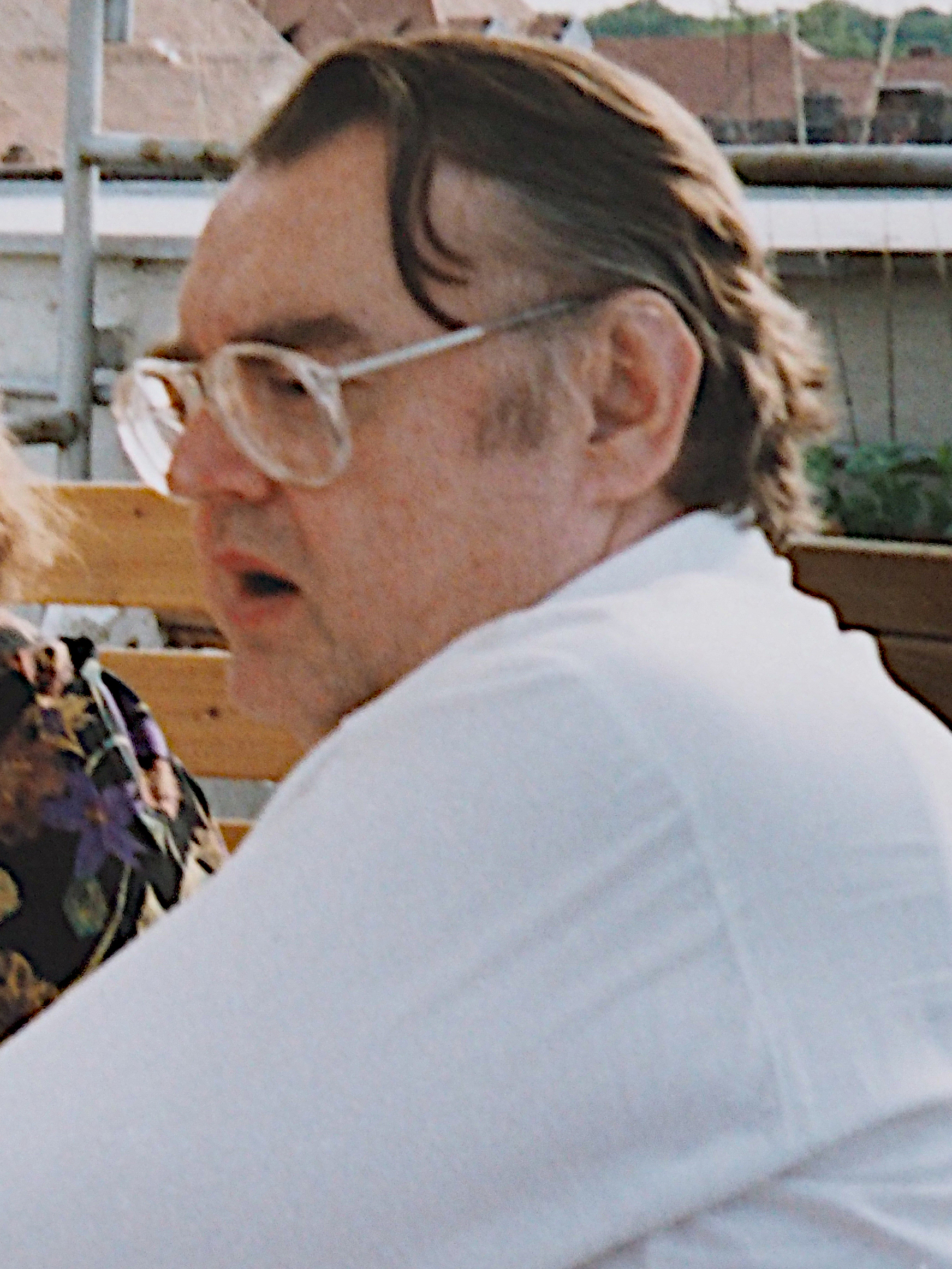
Werner Jacob (1994)

Werner Fritz Hermann Herbert Jacob (* 4. März 1938 in Mengersgereuth, Thüringen; † 23. Mai 2006 in Nürnberg) war ein deutscher Organist, Komponist und Hochschullehrer.

## Leben und Wirken
Werner Jacob wuchs in Mengersgereuth im Thüringer Wald auf. Um den Repressionen bezüglich seines geplanten beruflichen Werdegangs zu entgehen, siedelte er 1956 in die BRD über und studierte bis 1961 Orgel bei Walter Kraft, Cembalo, Komposition bei Wolfgang Fortner, Dirigieren bei Carl Ueter sowie Kirchenmusik an der Hochschule für Musik Freiburg und schloss mit dem A-Examen ab. Private Orgelstudien verfolgte er bei Anton Nowakowski. Die erste hauptamtliche Anstellung erfolgte an der Lutherkirche Freiburg, gefolgt von einer Tätigkeit an der Dreieinigkeitskirche Nürnberg.
Jacob war von 1969 bis 1990 Kantor an St. Sebald in Nürnberg und anschließend Titularorganist. Von 1986 bis 2003 prägte er als künstlerischer Leiter die Internationale Orgelwoche Nürnberg – Musica Sacra (ION).
An der Hochschule für Musik und Darstellende Kunst Stuttgart lehrte er von 1976 bis 1998 die Fächer künstlerisches Orgelspiel und Komposition und leitete die dortige Abteilung für Kirchenmusik. Schüler von ihm sind unter anderem Christoph Bossert, Jörg-Hannes Hahn, Samuel Kummer und Martin Strohhäcker. Er war Juror bei zahlreichen Orgel- und Kompositionswettbewerben und von 1971 bis 1979 Dozent an der Internationalen Sommerakademie für Organisten in Haarlem und Juror des dortigen Orgelimprovisationswettbewerbs.
Jacob konzertierte intensiv in Europa (einschließlich der ehemaligen Sowjetunion und den Ostblockländern), Kanada, den USA, Hongkong, Japan, Korea und Australien. Sein Engagement für zeitgenössische Orgelmusik führte zu über 140 Ur- und Erstaufführungen. Die Diskografie umfasst mehr als 90 Einspielungen (LP und CD).
Neben seiner Organistentätigkeit komponierte er in nahezu allen Gattungen. Bis zuletzt schrieb er an einer – unvollendet gebliebenen – fünfsätzigen Symphonie für großes Orchester. 
Werner Jacob erhielt 1983 den Preis der Stadt Nürnberg, wurde 1992 mit dem Bundesverdienstkreuz und 1993 mit dem Wolfram-von-Eschenbach-Preis ausgezeichnet. 2003 bekam er das  Bundesverdienstkreuz 1. Klasse und die  Bürgermedaille der Stadt Nürnberg.
Jacob verstarb am 23. Mai 2006 nach langer Krankheit im Alter von 68 Jahren. Sein Sohn ist der Musikwissenschaftler, Organist und Hochschullehrer Andreas Jacob.

## Kompositionen (Auswahl)
- Orgelstücke
- Fantasie, Adagio und  Epilog
- Improvisation sur E.B.  (Ernst Bloch zu Ehren) (1970)
- Metamorphosen  über Themen aus Max Regers op.135b  (1975)[4]
- Cinque Pezzi sacri
- Orgelkammermusik
  - Suscipe verbum (1996) für Horn in F und Orgel nach einem Responsorium des „Maulbronn-Lichtenthaler Antiphonale“
  - „...sine nomine super nominam...I“ (1985) Fantasia per organo, timpani e altri strumenti a percussione
- Quartett (1960) für Oboe, Klarinette, Horn und Fagott
- Chorwerke
  - De visione resurrectionis (1966) für gemischten Chor, Bariton solo, 2 Schlagzeuggruppen und Orgel
  - Telos nomou für Sprecher und Instrumente; biblische Szene Babel für Sprecher, 5 Soliloquenten und gemischten Chor
  - Canticum II – Canticum Canticorum für Soli, Chor und Instrumentalisten
  - Canticum III – Canticum Caritatis (1991) Wenn ich mit Menschen und Engelszungen redete für Sopran, 2 Gongs und tamtam

## Diskografie (Auswahl)
- Johann Sebastian Bach, Das Orgelwerk, (Gesamtaufnahme), EMI-Classics
- Max Reger, Die großen Orgelwerke, EMI-Classics
- Orgelmusik der Familie Bach, Die Wagnerorgel im Dom zu Brandenburg, Eterna 8 26 869, 1977
- Orgelwerke von Buxtehude, Bruhns und Bach, Die Stellwagenorgel der Marienkirche zu Stralsund, Eterna 8 26 925, 1977 (aufgenommen 1975)
- Die Hildebrandtorgel zu Störmthal, Werner Jacob spielt weihnachtliche Orgelmusik, Eterna 8 26 983, aufgenommen im September 1976, Aufnahme in Zusammenarbeit mit EMI Limited London, VEB Deutsche Schallplatten, 1978